# Charles Kittel
Pour les articles homonymes, voir Kittel (homonymie).
Charles Kittel, né le 18 juillet 1916 à New York et mort le 15 mai 2019, est un physicien américain. 

## Biographie
Il a été professeur à l'université de Californie à Berkeley de 1951 à 1978 et est depuis professeur émérite.
Charles Kittel étudie à l'université de Cambridge, en Angleterre, où il obtient son Bachelor of Arts (BA) en 1938. Il publie sa thèse de doctorat en 1941 à l'université du Wisconsin-Madison et rejoint le Massachusetts Institute of Technology (MIT) de 1945 à 1947. Durant la Seconde Guerre mondiale, il fait partie du Submarine Operations Research Group (SORG, groupe de recherche pour les opérations sous-marines). De 1947 à 1951, il travaille aux Laboratoires Bell dans le New Jersey (États-Unis), notamment sur le ferromagnétisme.
De 1951 à 1978, il enseigne et effectue sa recherche à l'université de Californie à Berkeley dans le domaine de la physique de l'état solide, qui fait partie de la physique de la matière condensée. Il obtient trois fois une bourse Guggenheim en 1945, 1956 et 1963.

## Récompenses
- Buckley Prize for Solid State Physics, 1957
- Berkeley Distinguished Teacher Award, 1970
- Oersted Medal, American Association of Physics Teachers, 1972

## Ouvrages
- Introduction to Solid State Physics, 1re éd. 1953 - 8e éd. 2005,  (ISBN 0-471-41526-X)
- Quantum Theory of Solids, 1963,  (ISBN 0-471-49025-3) et (avec C. Y. Fong) 1987,  (ISBN 0-471-62412-8)
- Thermal Physics, 2e ed. 1980,  (ISBN 0-716-71088-9), et (avec H. Kroemer) 1980.